# Église d'Haukivuori
L'église d'Haukivuori (en finnois : Haukivuoren kirkko) est située à Haukivuori dans la commune de Mikkeli en Finlande. 

## Description

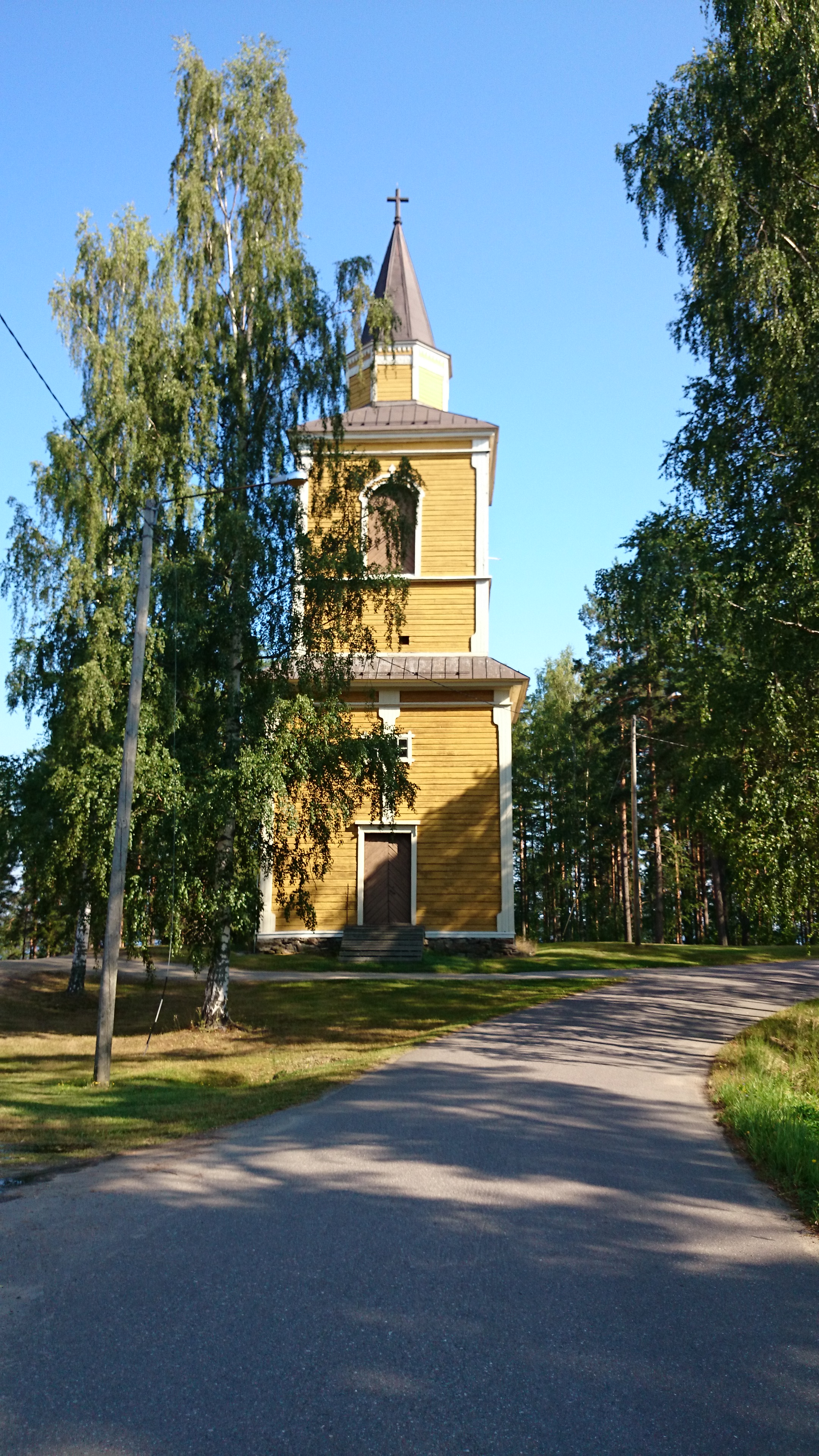
Le clocher.

Les habitants de Haukivuori construisent leur première salle de prière en 1740. Cette église en bois est démolie lorsque Jaakko Jaakonpoika Leppänen construit une église en bois de 1794 à 1798. L'église est consacrée le 15 avril 1798.
Après la destruction de l'ancienne église par un incendie en 1949, l'archevêque Ilmari Salomies inaugure le 1er juillet 1951 la nouvelle église en briques conçue par l'architecte Veikko Larkas. 
L'église a un retable de l'artiste professeur Veikko Vionoja, qui représente le Christ ressuscité sur l'île de Patmos réconfortant l'apôtre Jean. 
Le clocher est construit en 1838-1839 à côté de l'église. La première cloche est reçue en 1794, la seconde en 1847.